# Катастрофа Cessna 551 у Балтійському морі
4 вересня 2022 року чартерний бізнес-літак Cessna 551, зареєстрований в Австрії з бортовим номером OE-FGR, вилетів з Хереса, Іспанія, до Кельна, Німеччина. На початку польоту, після зльоту, пілот літака повідомив диспетчеру про несправність тиску в салоні. Після того, як вони пройшли Піренейський півострів, подальшого контакту встановити не вдалося.
Літак, який піднявся на задану висоту 36 000 футів, злегка розвернувся поблизу Парижа та Кельна, де йому не вдалося здійснити посадку, і продовжив свій північно-східний курс, летівши над Німеччиною, а потім над Балтійським морем поблизу Данії та Швеції майже дві години та 1120 км. Згодом у літака закінчилося пальне над Балтійським морем, приблизно за 23 км від Вентспілса, Латвія, і після неконтрольованого зниження він упав у воду під час спірального занурення.
Згідно з повідомленнями новин, зв'язок з OE-FGR був втрачений незабаром після зльоту з Хереса. Було схоже, що автопілот піднімається на висоту 36 000 футів і продовжує подорож через Пуатьє, Париж, Люксембург до Ойскірхена — як це нібито було збережено в системі керування польотом. В Ойскірхені пілот, імовірно, хотів взяти на себе команду для заходу на посадку в Кельні (15:50 UTC). Оскільки пілот, здавалося, був без свідомості, літак просто продовжував рух по прямій наступну 1 годину 41 хвилину (17:36 UTC) за курсом 54 градуси. Потім Cessna почала знижуватись і повертати праворуч на курс 116 градусів, мабуть, передаючи сигнал для заходу на посадку в міжнародному аеропорту Вентспілса. Ймовірно, натомість відмовив правий двигун, і тому була ініційована зміна курсу. Схоже, що через 3 хвилини (17:39 UTC) лівий двигун також відмовив, оскільки OE-FGR продовжував летіти прямо вперед на 116 градусів, перш ніж почав втрачати швидкість і висоту (17:40 UTC), зрештою впавши (17:42 UTC) в Балтійському морі.

## Події
Літак, який був схвалений для експлуатації з одним пілотом, вилетів з Хереса на півдні Іспанії.
Згідно з повідомленнями видання BILD, пілот повідомив про проблему з тиском у кабіні незадовго до того, як зв'язок з диспетчером перервався. Літак Cessna 551 Citation II у цей час летів на висоті 36 000 футів.
Два винищувачі Eurofighter Typhoon з Німеччини були підняті з авіабази Росток-Лааге о 16:15 за Гринвічем, щоб зв'язатися з екіпажем літака, але безуспішно. Невдовзі після Рюгена німецькі льотчики-винищувачі розвернулися о 16:50 GMT.
Літак увійшов у повітряний простір Швеції, звідки летів на південь від Готланда в напрямку Ризької затоки.
Супровід польоту-привида взяв на себе данський винищувач F-16. Пізніше ВПС Данії заявили, що не бачили нікого в кабіні після перехоплення літака.

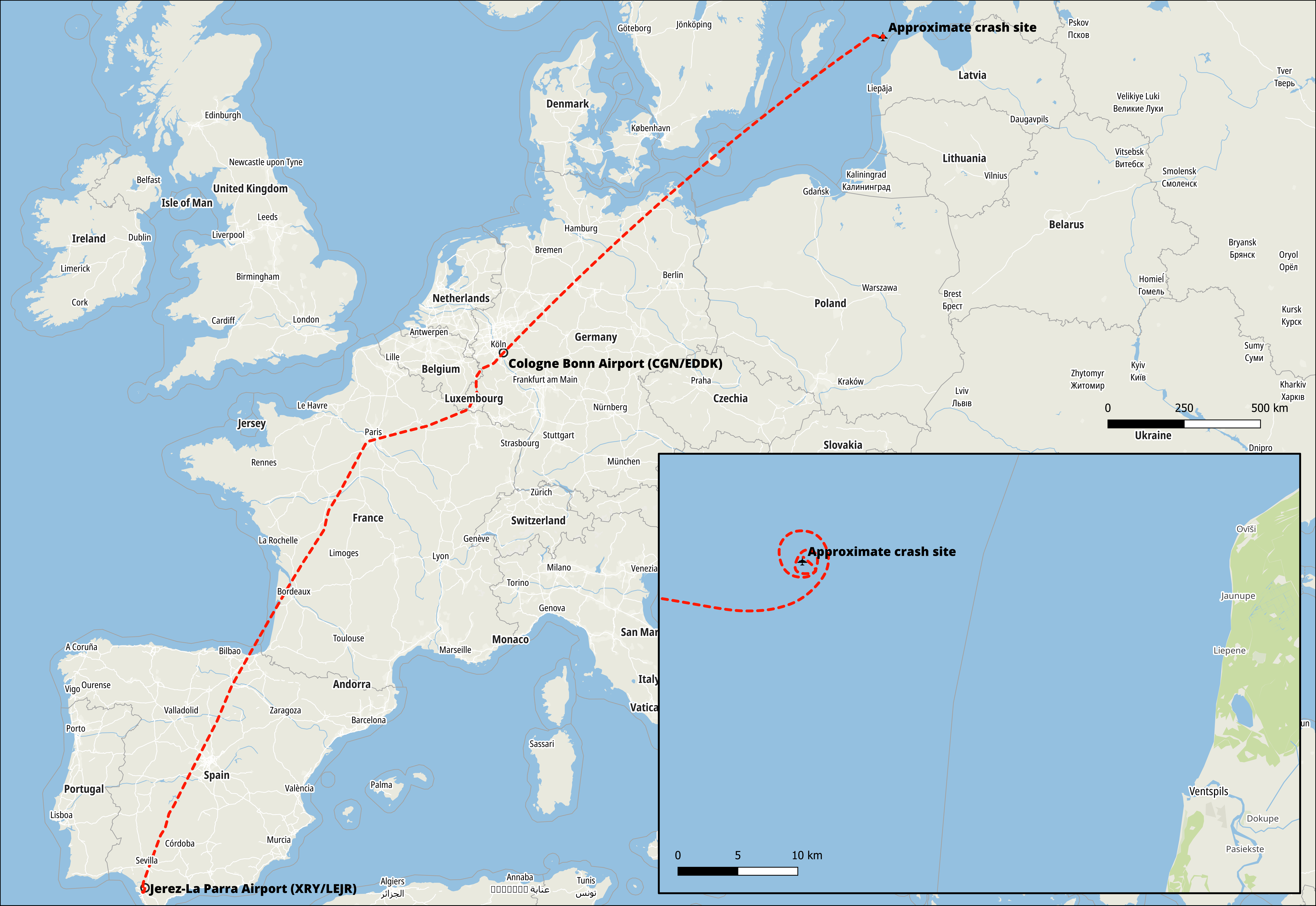
Карта маршруту польоту

Данські пілоти стали свідками того, як літак розвернувся і впав за 23 км від узбережжя Латвії близько 17:45 GMT.

### Пошук і порятунок
За даними Латвійського морського та повітряно-рятувального центру, були виявлені частини літака.
Шведський пором Stena URD попросили допомогти на місці аварії.
Шведський гелікоптер літав кілька годин, але не знайшов жодної живої людини або тіла, каже Ларс Антонссон з Морського та повітряного рятувального центру.
Йоган Аглін зі Шведського морського рятувального агентства повідомив SVT, що екстрені служби виявили сліди нафти на воді та дрібніші уламки.

## Пасажири та екіпаж
Повідомляється, що на борту було 4 особи з Німеччини: пілот Пітер Гріземанн, його дружина Юліана, їхня дочка Ліза (яка також має ліцензію пілота) і друг сім'ї.